# Die Abenteuer des Königs Pausole
Die Abenteuer des Königs Pausole (frz.: Les aventures du roi Pausole) ist eine Operette in drei Akten von Arthur Honegger aus dem Jahr 1930. Das Libretto nach dem gleichnamigen Roman von Pierre Louÿs von 1901 stammt von Albert Willemetz, die deutsche Textfassung von Hans Zimmermann. Die Uraufführung fand am 12. Dezember 1930 im Théâtre des Bouffes-Parisiens in Paris statt und wurde nach einer erfolgreichen Premiere über 500 weitere Male gegeben.
Obwohl sich Honeggers Ruhm auf monumentalen Oratorien, symphonische Musik und das religiöse Bühnenwerk Johanna auf dem Scheiterhaufen gründet, hat er in den 1930er-Jahren auch drei Operetten geschrieben, was seine Aufgeschlossenheit gegenüber verschiedenen Genres dokumentiert. Die anderen Operetten La Belle de Moudon von 1931 und Les Petites Cardinal von 1938 konnten sich im deutschsprachigen Raum nicht durchsetzen. Auch Les aventures du Roi Pausole wird heutzutage nur noch selten gespielt.
Das Stück ist die freche Utopie eines antimilitaristischen, dafür aber betont lustfreundlichen Staates und zugleich mit seinen frechen Anspielungen und frivolen Verwechslungen eine augenzwinkernde Satire auf den freizügigen Zeitgeist der 1920er Jahre.  
1933 wurde das Theaterstück unter dem Titel Les aventures du roi Pausole unter der Regie von Alexis Granowsky mit Emil Jannings und Josette Day verfilmt.

## Handlung
König Pausole hat in seinem sagenhaften Reich Tryphème zwar einen Harem mit 366 Frauen, von denen jede jährlich „Königin für einen Tag“ ist, so dass für amouröse Abwechslung reichlich gesorgt wäre, doch die Damen erfreuen sich keines besonderen Interesses seitens des Königs. Vergebens erstrebt Diane, die heutige „Königin vom Dienst“, ein Zusammensein mit ihm. Der König aber kennt ganz andere Sorgen: Seine geliebte Tochter Aline hat sich in Prince Charmant, in Wirklichkeit die verkleidete Tänzerin Mirabelle, verliebt und ist mit ihm durchgebrannt. Giglio, der Page, rät dem König, sich mit ihm zusammen auf die Suche nach der Ausreißerin zu machen, worauf der König gerne eingeht, weil er sich von dieser Reise auch eine Abwechslung in der Monotonie seines Lebens erhofft.
Auf der Meierei „Goldener Hahn“, der ersten Reisestation des Königs, verwirrt sich die Lage, da die Königstochter hier mit ihrem vermeintlichen Liebhaber bereits Zuflucht gefunden hat und im einzigen passablen Zimmer residiert. Dem König bleibt aber ohnehin verwehrt, allzu lange zu bleiben, da Taxis, sein Minister und Dame Perchuque ihm von einer Revolution seiner verlassenen „Königinnen“ berichten, die seine Anwesenheit bei Hofe dringend erforderlich macht. So entgehen ihm auch die frivolen Verführungsspielchen, die sein Page mit Aline und Mirabelle treibt. Beide reisen nach Tryphème zurück, der König quartiert sich wegen der prekären Situation in seinem Harem aber im Hotel Bouffe Royal ein. Auch Aline und Mirabelle kehren zurück und schließlich findet Aline im kecken Pagen Giglio (der bereits hie und da den König bei seinen Gattinnen zu vertreten hatte) endlich den richtigen Mann. Nach einigen weiteren Verwechslungen gibt Pausole schließlich sein Einverständnis zu einer Hochzeit und entschließt sich, als König abzudanken und Schmetterlingssammler zu werden.

## Musik
Die weitgehende Abwesenheit einer plausiblen Handlung und der mit frivolem Witz und pikanten zeitgenössischen politischen Anspielungen durchsetzte anzügliche Text rücken das Werk in die Nähe Offenbachscher Burlesken, dessen Wert in der einfallsreichen Musik Honeggers liegt, der mit Einflüssen der spanischen Folklore ebenso wie mit Jazzelementen und einfühlsamen Melodien spielt. Zwar enthält die Partitur kaum wirklich eingängige Melodien, die zu bekannten Liedern wurden, besteht aber durchgehend aus harmonischen, rhythmischen und klanglich interessanten Stücken. Die bekanntesten sind die komische Chorkantate „Vive le Roi Pausole“, das Duett Dianes mit Giglio, das Terzett "Dem Pfirsich gleichen ihre Wangen (Alaine, Mibabelle und Giglio) und das im Bolerorhythmus gehaltene Lied von der „Spanischen Schokolade“ (Thierette).